# Sutter’s Mill (meteoryt)

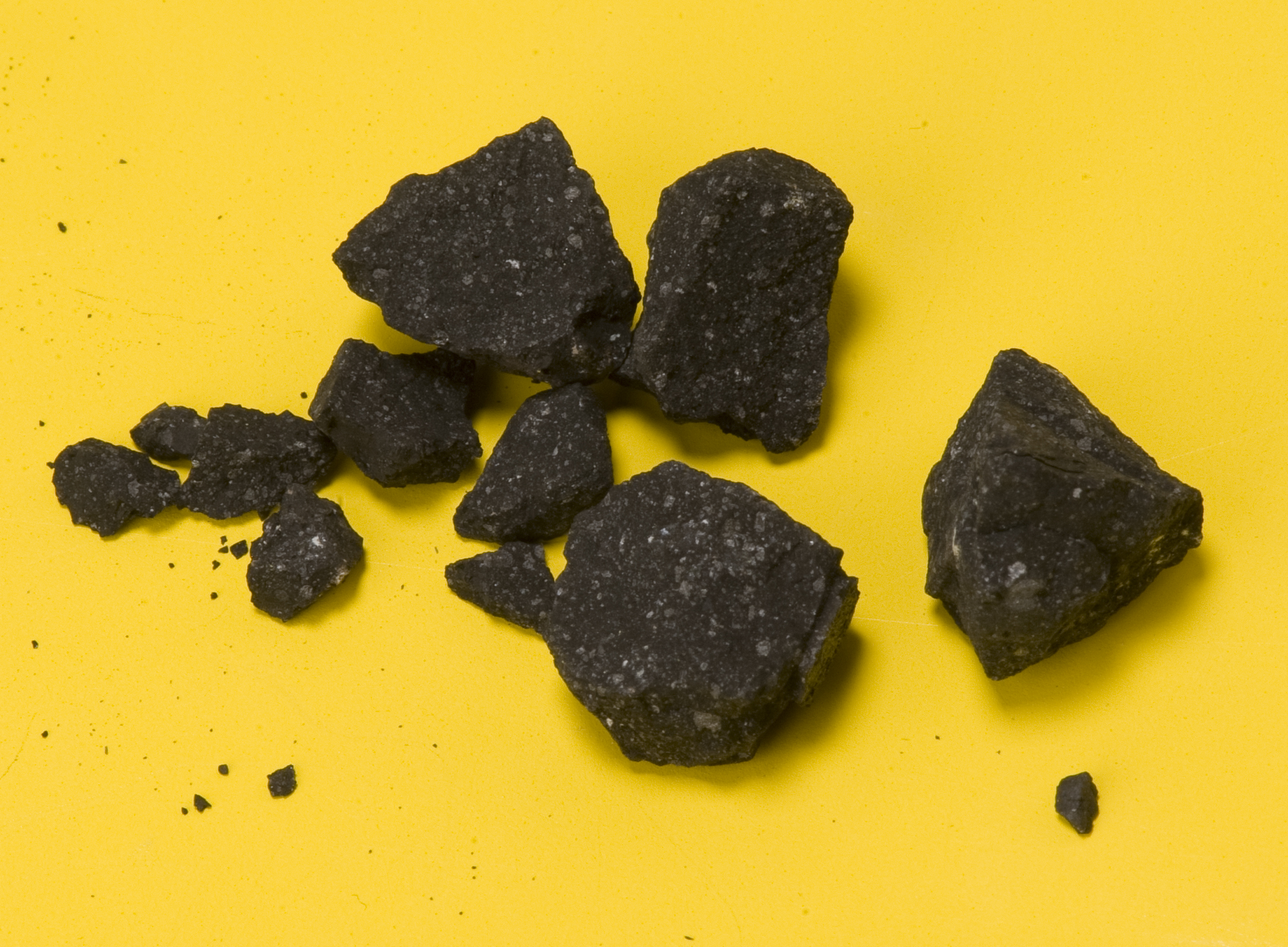
Fragmenty meteorytu

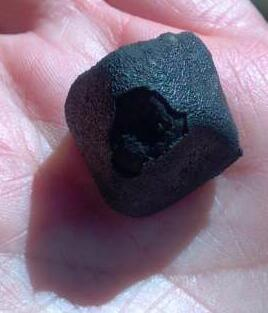
Fragment meteorytu o wadze 8,5 g

Meteoryt z Sutter’s Mill – meteoryt, którego upadek miał miejsce i był obserwowany 22 kwietnia 2012 w Kalifornii (USA). Najprawdopodobniej był to pojedynczy meteoroid niezwiązany z rojem Lirydów, które pojawiają się na niebie w tym czasie. Z powodu miejsca odnalezienia jego fragmentów w pobliżu historycznego tartaku Sutter’s Mill bywa określany mianem „Sutter’s Mill meteorite” (meteorytem z Sutter’s Mill).

## Przelot bolidu
Szacuje się, że rocznie w Ziemię uderza przeciętnie jeden meteoryt podobnej wielkości, ale większość z tych zdarzeń ma miejsce nad oceanami lub niezamieszkanymi obszarami i często pozostają one niezauważone. NASA monitoruje i kataloguje wiele obiektów bliskich Ziemi, które mogą stanowić potencjalne zagrożenie i przechodzą blisko naszej planety, jednak w przypadku meteorytu z Sutter’s Mill nie został on odkryty przed jego uderzeniem w Ziemię.
Pierwsze doniesienia o zauważeniu meteoroidu pochodzą z około godziny ósmej rano czasu pacyficznego 22 kwietnia 2012. Łącznie zanotowano ponad 100 zgłoszeń różnego typu opisujących szybko poruszającą się ognistą kulę z długim ogonem. Widoczna w atmosferze kula ognista widzialna była na dużym obszarze Stanów Zjednoczonych, rozciągającym się od Sacramento do Las Vegas. Na podstawie obserwacji i znalezionych później fragmentów meteoroidu szacuje się, że miał on wielkość około 70 ton. Obiekty tego typu w momencie ich wejścia do atmosfery ziemskiej poruszają się z prędkością pomiędzy 35 a 70 tysięcy kilometrów na godzinę. Energia wyzwolona w czasie wybuchu bolidu w atmosferze szacowana jest na około pięciu kiloton. Bolid eksplodował w powietrzu, przybliżone koordynaty - 37,6N, 120,5W.
Przelot bolidu przez atmosferę został także zarejestrowany przez stacje monitoringowe Comprehensive Nuclear-Test-Ban Treaty Organization w zakresie infradźwieków oraz przez radar meteorologiczny.
Pomimo że meteoryt wszedł w atmosferę Ziemi w czasie zbiegającym się z corocznym pojawieniem się roju Lirydów, najprawdopodobniej nie ma on z Lirydami nic wspólnego. Lirydy stanowią pozostałość po komecie C/1861 G1 (Thatcher) i są niewielkimi, lodowymi odłamkami, które całkowicie spalają się w atmosferze.

## Odnalezione fragmenty
Fragmenty meteoroidu mogły spaść na obszar o długości do 16 km. Jego pierwsze fragmenty zostały znalezione w pobliżu miasta Coloma, gdzie w 1848 przy tartaku Sutter’s Mill odkryto złoto, co spowodowało gorączkę złota w San Francisco. Z powodu miejsce znalezienia meteoroid bywa określany mianem „Sutter’s Mill meteorite” (meteorytem z Sutter’s Mill).
Pierwszy fragment meteorytu odnaleziono 24 kwietnia; miał on masę 5,5 gramów. Według strony Asteroid Impact Analyzer (ASIMA) do 3 maja zgłoszono odnalezienie 18 fragmentów bolidu, z których największy waży 19 gramów. Strona kolekcjonerska Galactic Stone and Ironworks wylicza w sumie (dane z 3 maja) 29 odnalezionych fragmentów o łącznej masie 228 gramów.
Odnalezione fragmenty wskazują na to, że należy on do chondrytów węglistych typu CM, jednego z rzadziej spotykanych typów meteorytów, stanowiącego około 1% wszystkich znanych meteorytów. Jest to trzeci tego typu meteoryt odnaleziony na terenie Stanów Zjednoczonych – po meteorytach Crescent i Murray (meteoryt). Chondryty węgliste typu CM są cennym materiałem naukowym i kolekcjonerskim. Jeden gram tego typu meteorytu jest wart tyle co około czterech gramów złota.